# Строккюр
Строккюр (исл. Strokkur) — гейзер в юго-западной части Исландии в геотермическом районе около реки Хвитау. Здесь температура дождевой воды повышается на 1 °C с понижением глубины на каждые 20 см. На относительно небольшой глубине температура воды достигает точки кипения, и пар выталкивает её на поверхность.
Строккюр находится лишь в 40 метрах от Гейсира, но, в отличие от Гейсира, который действует очень редко и может находиться в бездействии несколько лет, Строккюр извергается каждые 4-6 минут, выпуская воду на высоту до 30 метров к небу, а иногда гейзер может быстро извергаться до трёх раз подряд.

## Галерея

Строккюр
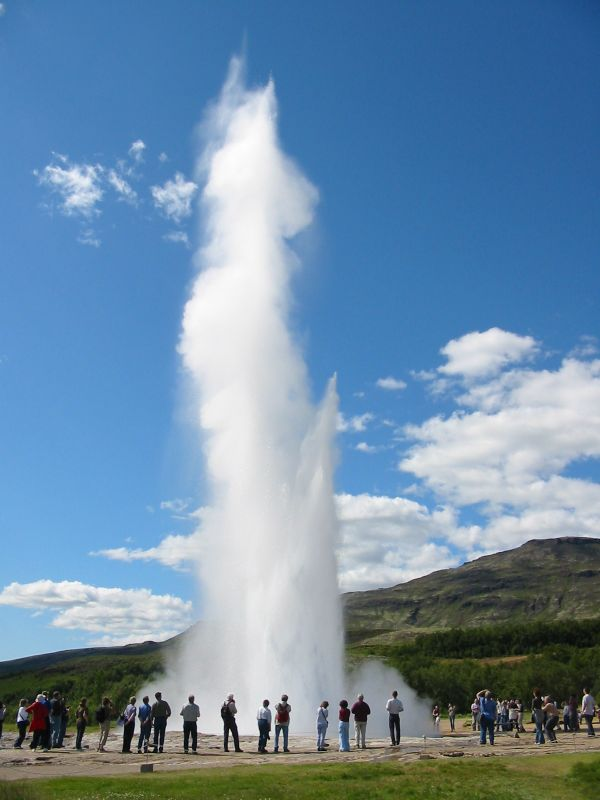
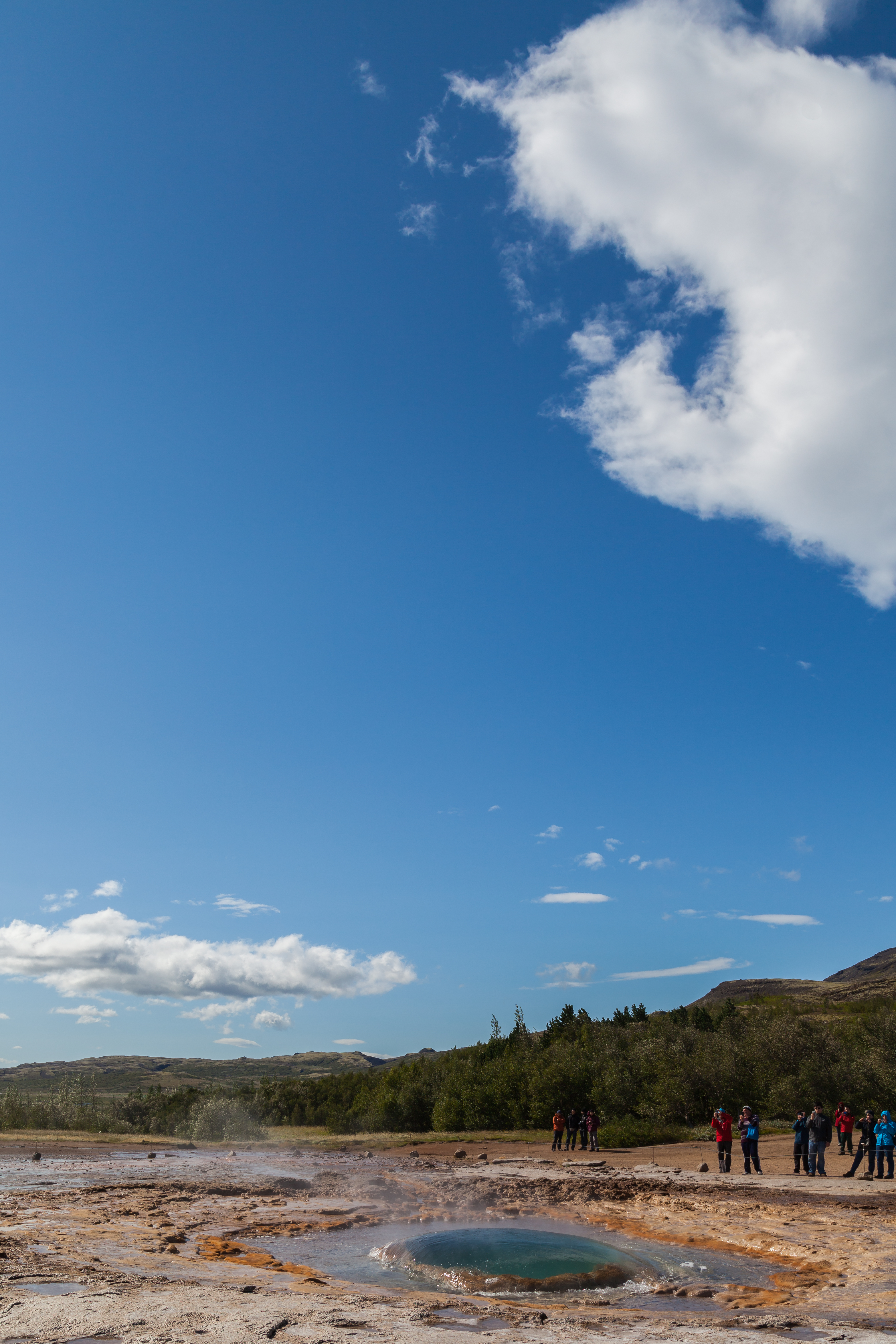
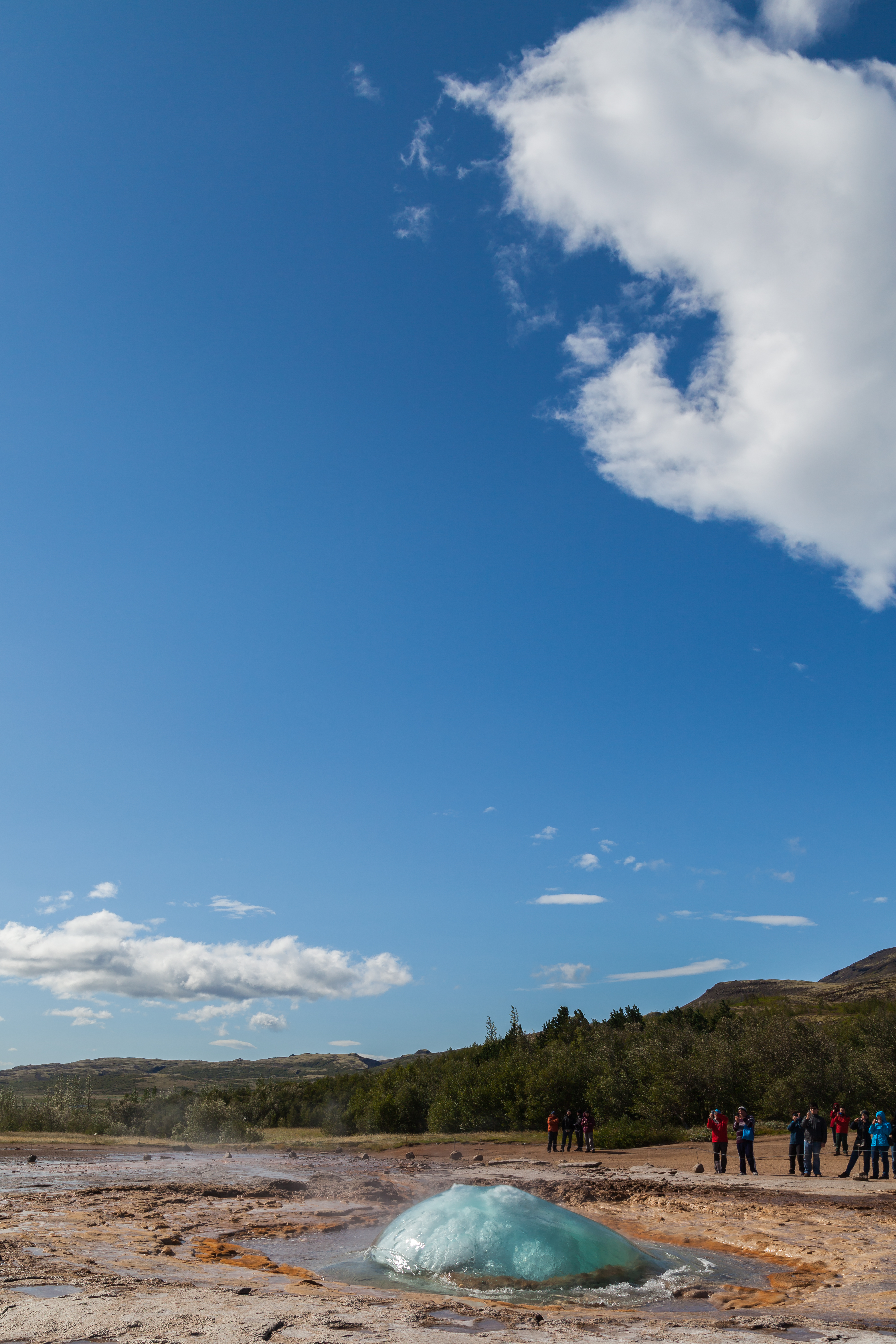
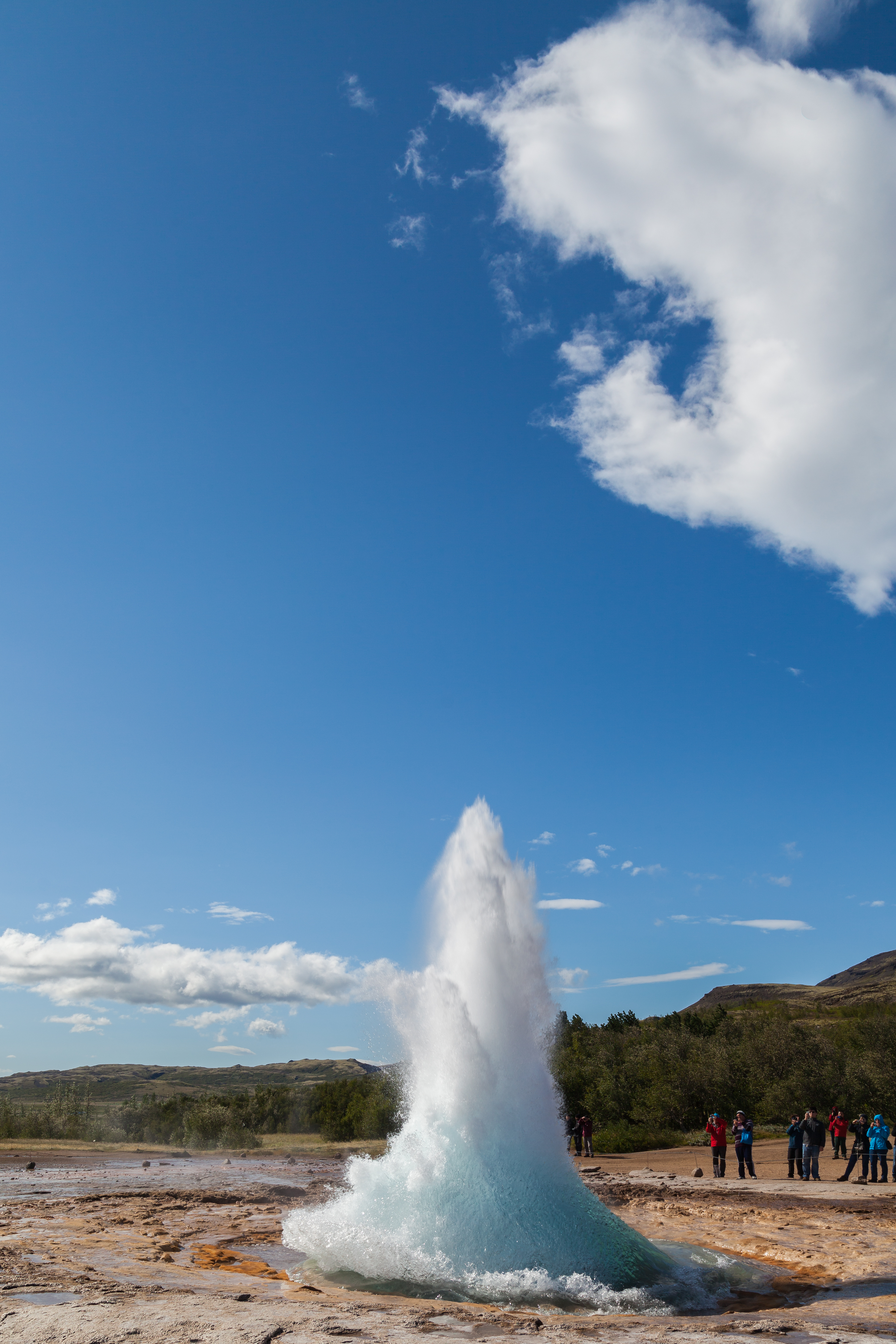
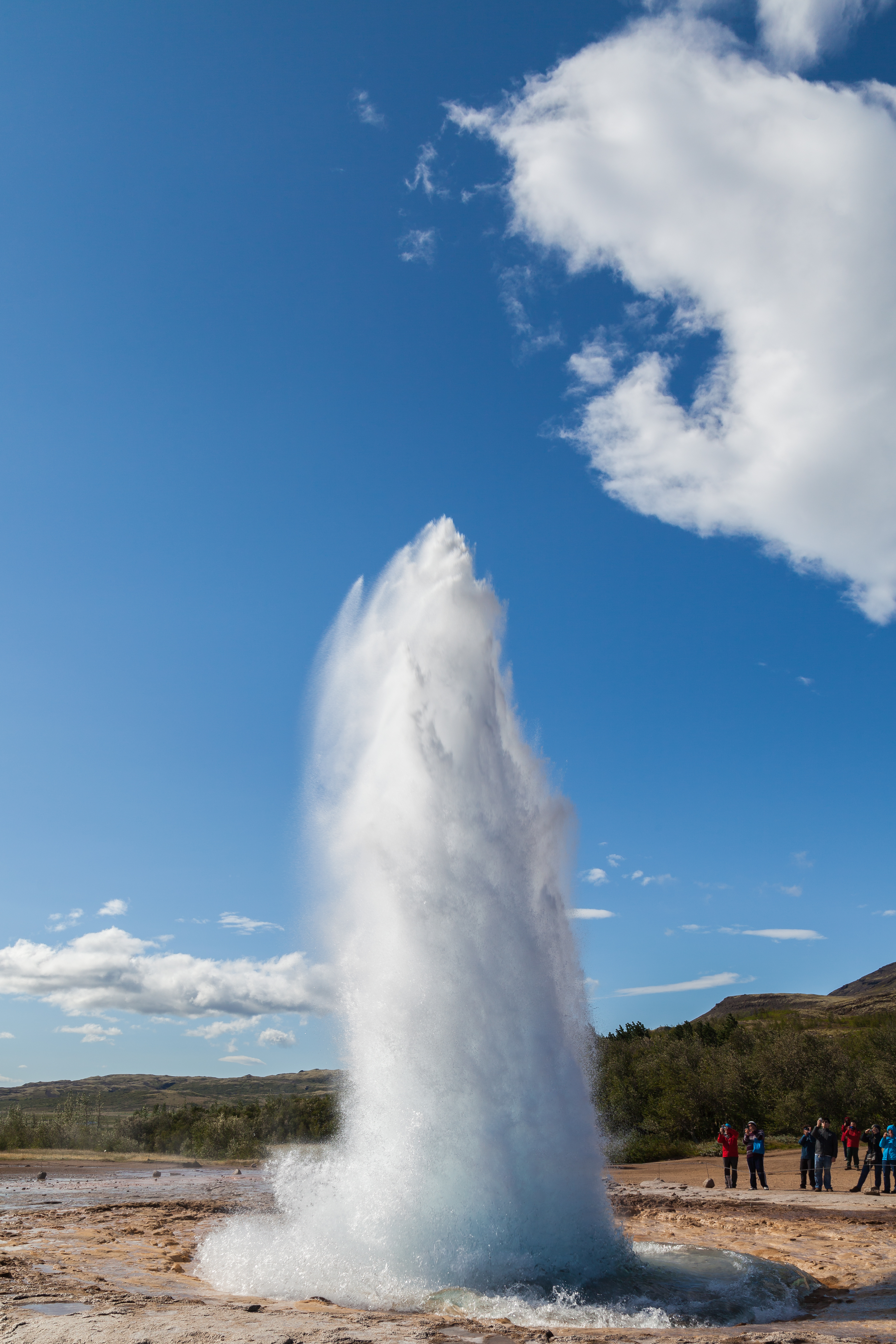
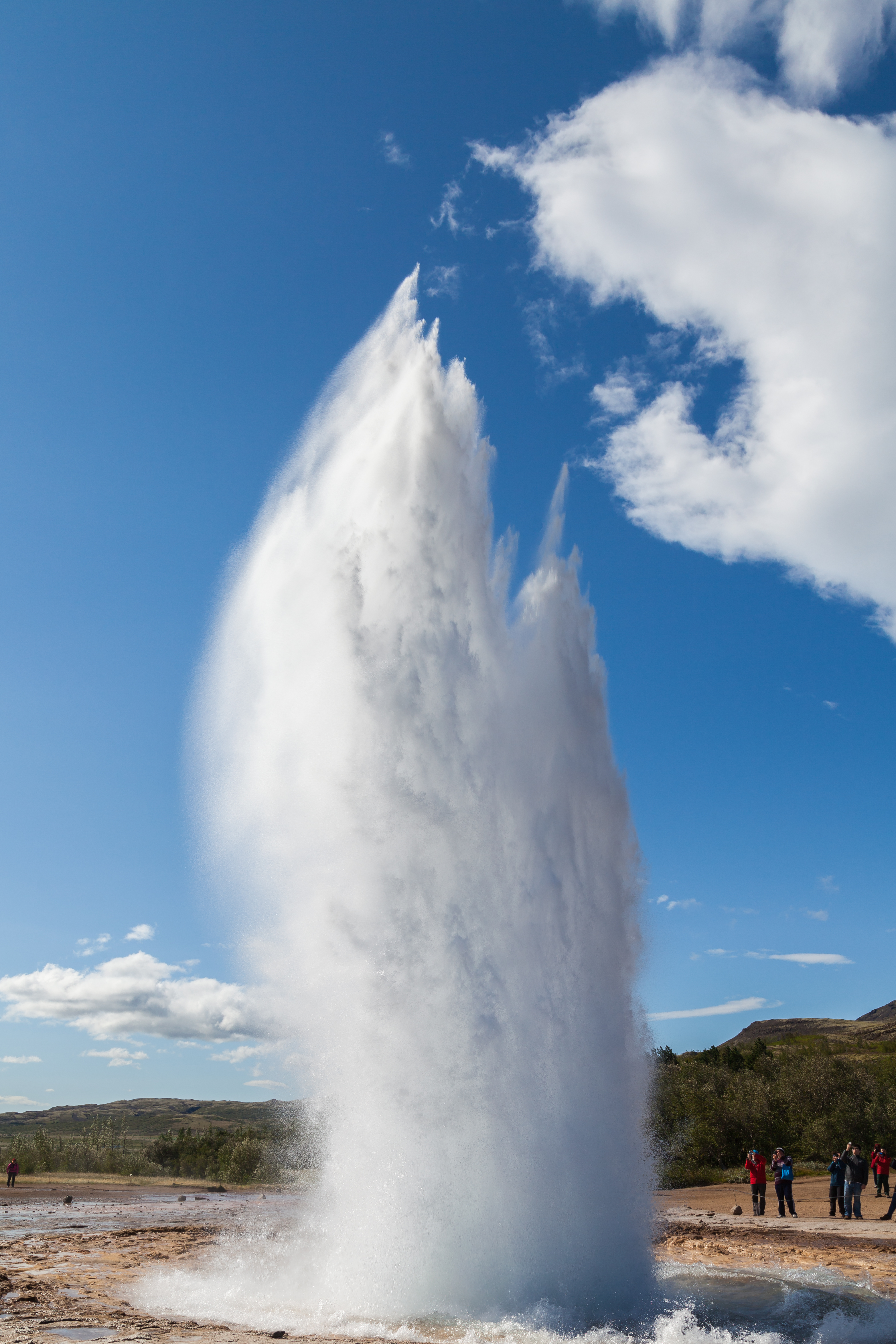
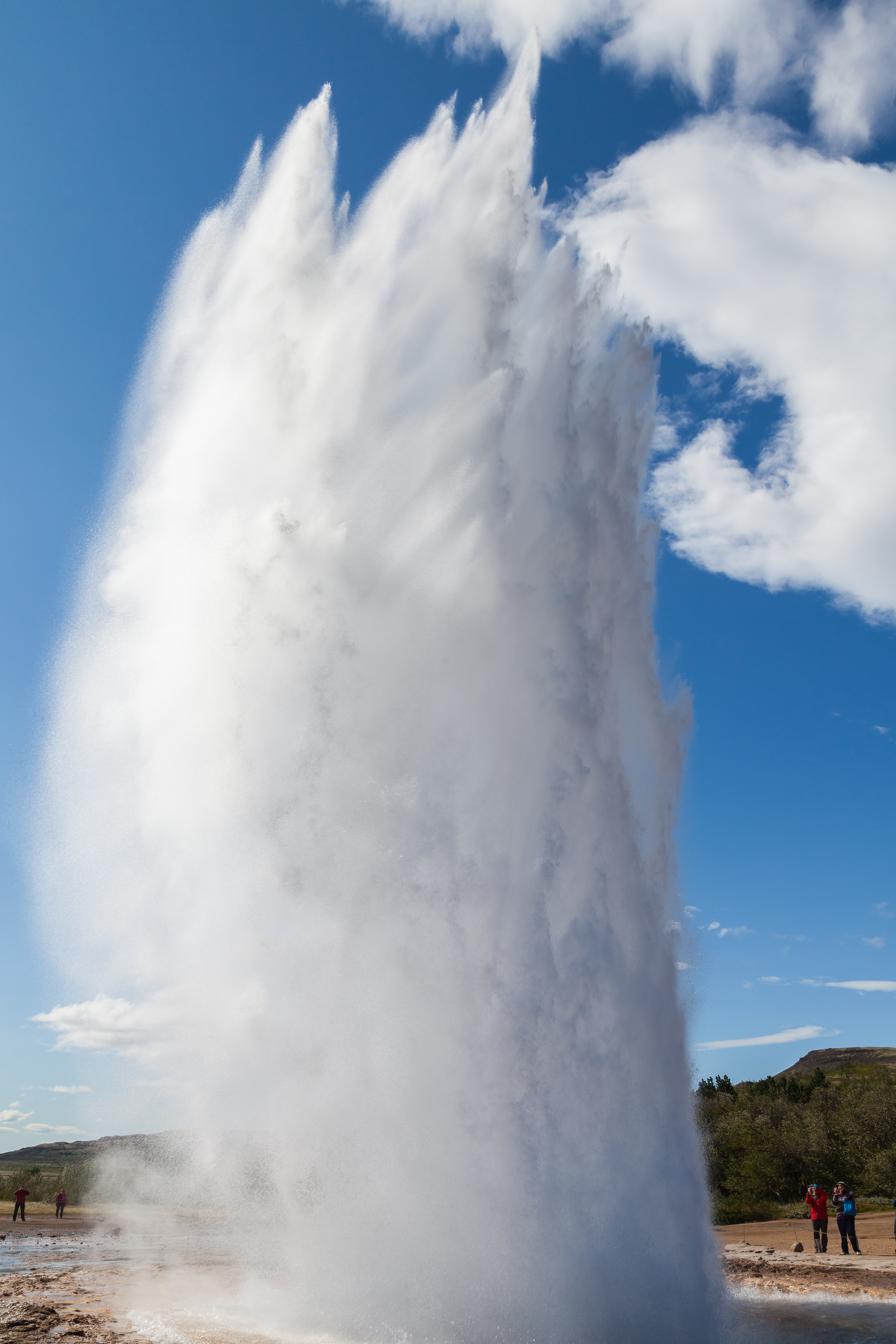
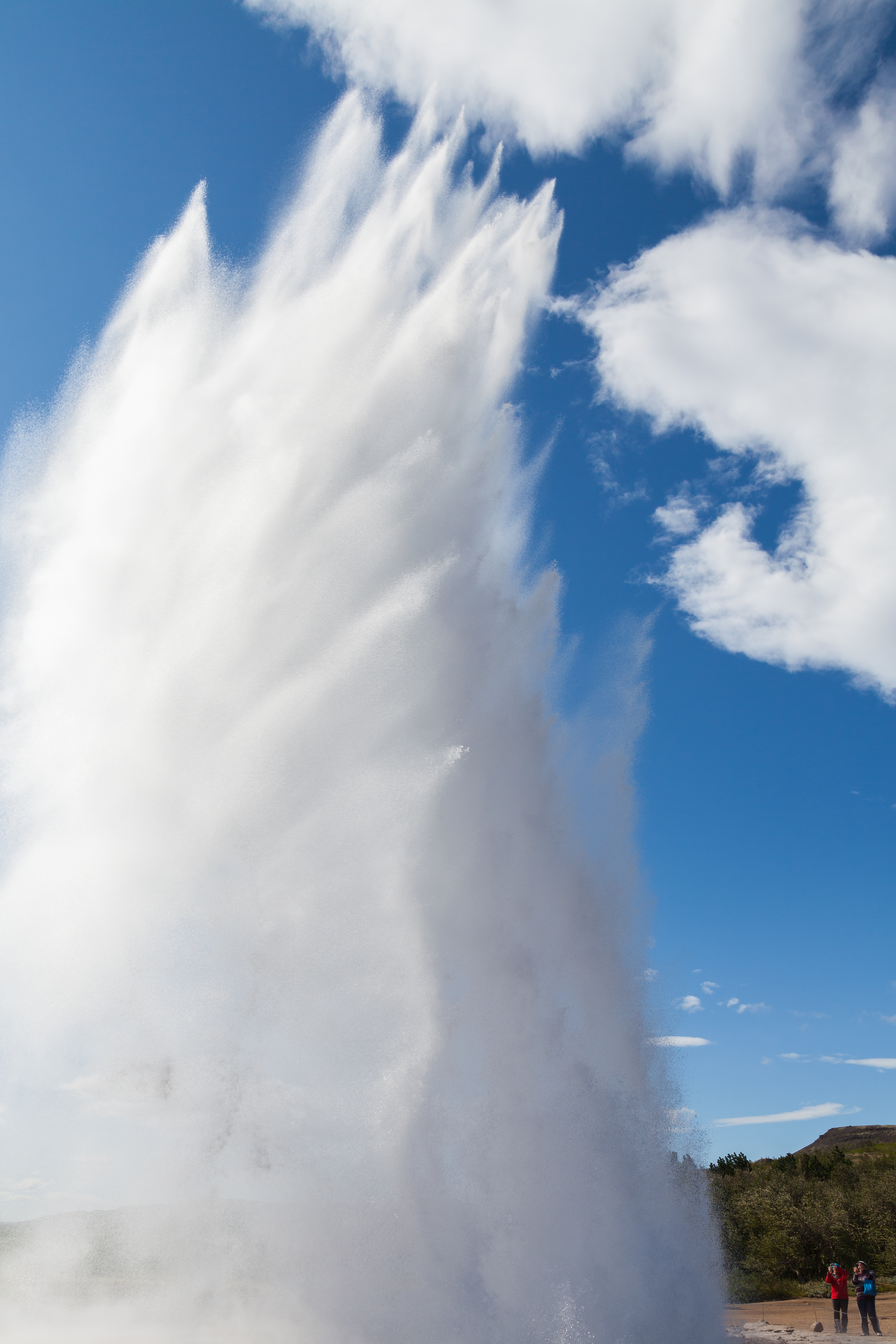
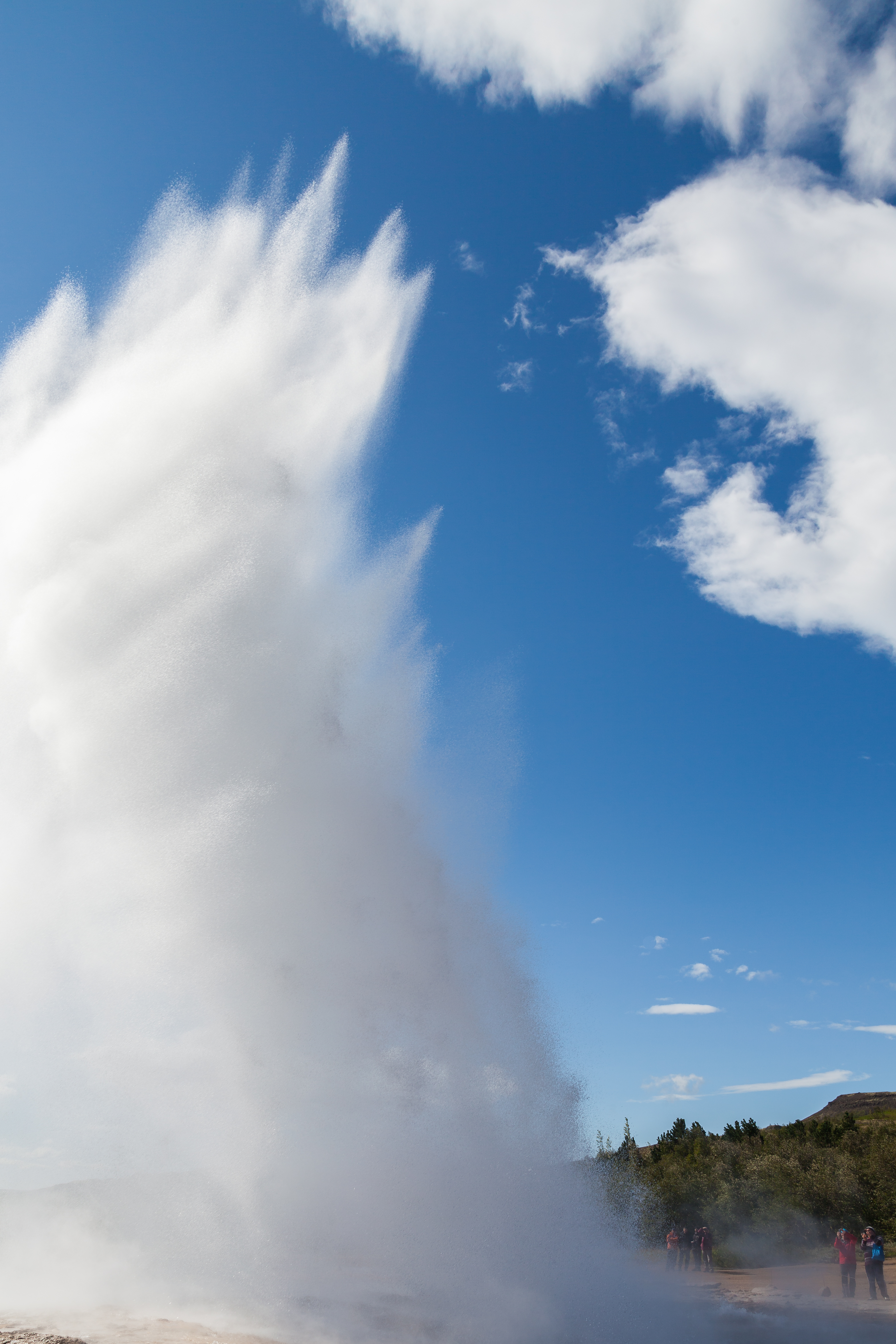

- Видео извержения Строккюра